# Roberto Belangero
Roberto Belangero (São Paulo, Brasil; 28 de junio de 1928 – São Paulo, Brasil; 30 de octubre de 1996) fue un futbolista y entrenador de fútbol de Brasil que jugó las posiciones de lateral izquierdo y centrocampista.

## Carrera

### Club
| Periodo   | Club              | Apariciones | Goles |
| --------- | ----------------- | ----------- | ----- |
| 1947-1960 | SC Corinthians    | 450         | 22    |
| 1960-1963 | Newell's Old Boys | 26          | 0     |

### Selección nacional
Jugó para Brasil en 17 ocasiones de 1956 a 1957, participó en dos ediciones de la Copa América y en la clasificación para la Copa Mundial de Fútbol de 1958, mundial al que no pudo ir por una lesión.

### Entrenador
| Periodo | Club           |
| ------- | -------------- |
| 1964    | SC Corinthians |
| 1977    | Paulista FC    |
| 1980    | Marília AC     |

## Logros

### Club
- Campeonato Paulista: 1951, 1952, 1954
- Torneio Rio-São Paulo: 1950, 1953, 1954
- Pequeña Copa del Mundo de Clubes: 1953

### Individual
- Equipo Ideal de la Copa América 1957.